# مظفر جبار توفيق
مظفر جبار توفيق مواليد 11 يناير 1965، هو لاعب كرة قدم عراقي سابق تنافس في دورة الألعاب الأولمبية الصيفية عام 1988م.

## روابط خارجية
- مظفر جبار توفيق على موقع الاتحاد الدولي (مؤرشف)  (الإنجليزية)
- مظفر جبار توفيق على موقع ناشيونال فوتبول تيمز (الإنجليزية)
- مظفر جبار توفيق على موقع عالم كرة القدم.نت (الإنجليزية)
- مظفر جبار توفيق على موقع أوليمبيديا (الإنجليزية)